# Harka
Harka, o anche Horka, era un titolo usato dalle tribù magiare nel IX e nel X secolo.
Secondo quanto riferisce l'Imperatore bizantino Costantino VII nella sua opera De Administrando Imperio, l'harka aveva un'autorità civile, in particolare nell'amministrazione della giustizia, mentre secondo altri autori la sua autorità si estendeva anche all'ambito militare; in particolare viene ricordato l'harka Bulcsú, comandante in capo dell'esercito magiaro nella battaglia di Lechfeld, che però viene spesso indicato come "gyula", termine che si riferisce all'autorità militare.
Nella seconda metà del X secolo, le due cariche vennero però a confondersi, con il titolo di gyula riservato a chi aveva potere civile e militare in Transilvania.